# Salvatorkerk (Duisburg)
De Salvatorkerk (Salvatorkirche) is de voornaamste en oudste kerk in Duisburg en een van de belangrijkste laatgotische gebouwen in het Rijnland. De kerk is gewijd aan Christus-Verlosser, de patroonheilige van Duisburg en is thans in gebruik bij de evangelisch-lutherse gemeente van Oud-Duisburg. De kerk leed tijdens de Tweede Wereldoorlog grote schade, maar werd, afgezien van de torenspits, herbouwd.

## Geschiedenis

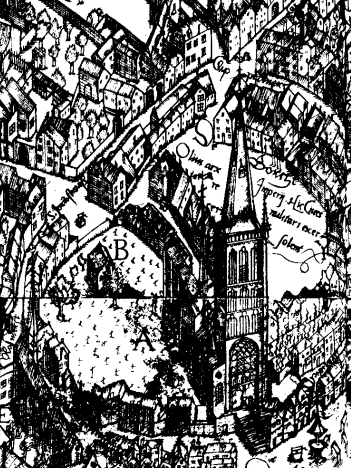
De kerk in 1566

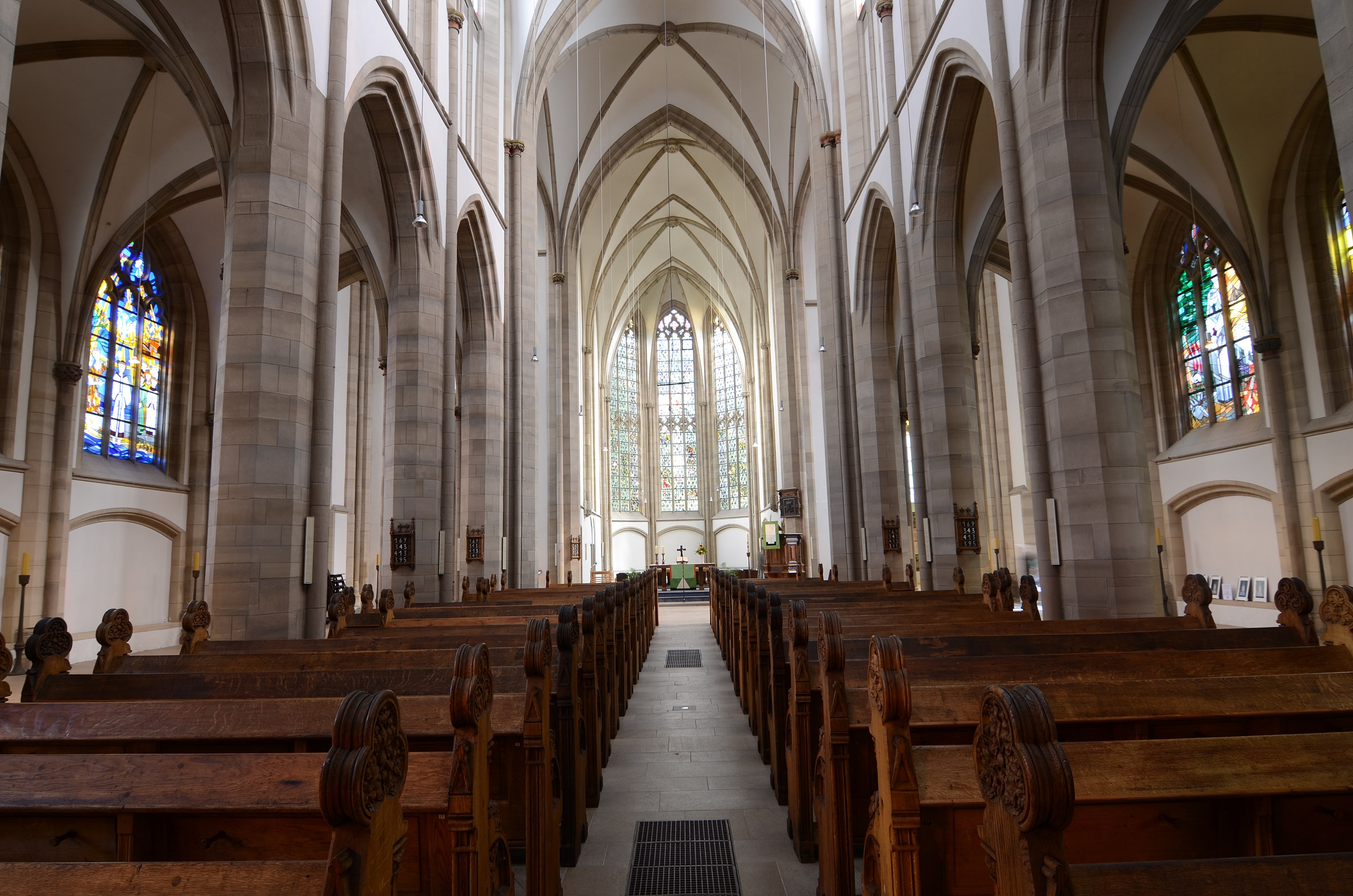
Interieur

De Salvatorkerk verrees in de 14de eeuw op de plek waar eerder een paltskapel had gestaan, die tot het bezit van de abdij van Prüm behoorde. Deze kapel werd later door een romaanse kerk vervangen. In de 13de eeuw vestigde de Duitse Orde zich in Duisburg en nam het paltscomplex en de kerk van de abdij van Prüm over. Palts en kerk werden in 1283 door brand verwoest.
De eerste steen van de huidige kerk werd waarschijnlijk gelegd in 1316. De westtoren was in 1367 voltooid en was toen 106 meter hoog. In 1415 was het kerkgebouw voltooid. De toren werd verschillende keren door brand getroffen: in 1467 brandde de gehele toren af om tussen 1479 en 1513 te worden herbouwd. In 1613 brandde de toren na een blikseminslag opnieuw af, waarna de toren een barokke bekroning kreeg.
De Düsseldorfse architect Rudolf Wiegmann renoveerde de Salvatorkerk in de jaren 1847-1852 in neogotische stijl. In 1903 kreeg de toren zijn bovenste, achtkante geleding en een hoogte van 90 meter. Deze spits stortte in 1945 bij een luchtbombardement en viel op het middenschip.
De Salvatorkerk werd na de oorlog herbouwd en vanaf 1960 kon de oude kerk weer worden gebruikt.

## Inventaris
In de Salvatorkerk bevinden zich grafmonumenten van de cartograaf Gerardus Mercator en van Johannes Clauberg, de stichter van de universiteit van Duisburg.
In de kerk bevond zich tot 1555, toen ze in protestantse handen overging, een beeld van Christus-Verlosser waaraan wonderen worden toegeschreven en dat met Sacramentsdag door de stad werd gedragen. Het bevindt zich thans in de St.Pankratius in Nievenheim.